# Bekleiden von Bildwerken
Den Brauch, Heiligenfiguren mit Textilien zu bekleiden, scheint es schon zur Zeit der Gotik gegeben zu haben. Die Skulpturen hatten voll durchmodellierte und farbig gefasste Bekleidung, die dann meist durch Mäntel aus Textilien, die um die Skulpturen gelegt wurden, verdeckt waren. Diese Schmückung der Figuren war häufig auf bestimmte Feiertage begrenzt. Während im nördlichen Europa solche bekleideten Skulpturen heute eher eine Ausnahme bilden, sind sie im Bereich der spanischen Kultur sehr verbreitet. Dabei handelt es sich in vielen Fällen nicht um voll ausgearbeitete Skulpturen, sondern um Figuren, bei denen von vornherein eine Bekleidung vorgesehen war.

## Skulptur
Bei den mit Textilien bekleideten Skulpturen kann man drei Typen unterscheiden:

### Talla copleta
Bei diesen voll ausgeführten, meist aus Holz geschnitzten Skulpturen ist auch die Bekleidung plastisch ausgeführt. Sie sind komplett farbig gefasst. Bei ihrer Herstellung war eine spätere Bekleidung mit Textilien nicht vorgesehen. Figuren, die verbunden sind (Maria und Christuskind, Josef und Christuskind, Anna und Maria usw.) bilden eine Einheit, die zum Zweck der Bekleidung nicht getrennt werden kann.

### Tipo maniquí
Dieser Typ von Skulpturen wird in der spanischsprachigen Literatur auch als „Imagen de vestir“ oder „Escultura de vestir“ bezeichnet. Bei diesen Skulpturen war die textile Bekleidung bei der Anfertigung bereits geplant. Die durch die textile Bekleidung nicht sichtbaren Körperbereiche wurden ohne oder nur mit geringen Andeutungen von Bekleidung modelliert. Diese Bereiche sind meist einfarbig bemalt. Nur die sichtbaren Teile wie das Gesicht, gelegentlich der ganze Kopf, die Hände und vereinzelt die Füße sind im Detail durchmodelliert und farbig gefasst. Teilweise sind Arme und Beine beweglich am Körper befestigt, um ein Anziehen der Bekleidung zu vereinfachen. Figurenkombinationen (Maria und Christuskind usw.) können zum Bekleiden getrennt werden.

### Tipo candelero
Dieser Typ von Skulpturen wird in der spanischsprachigen Literatur als „candelero“ (Kerzenhalter) oder „bastidor“ (Gestell) bezeichnet. Diese Skulpturen sind nur vom Kopf bis zur Schulter oder bis zur Taille ausgeführt. Unterhalb der Taille besteht die Figur aus einem meist mit Stoff bezogenem konisch zulaufenden Gestell. Die Hände und u. U. die Füße wurden getrennt geschaffen, sind farbig gefasst und an dem Gestell befestigt.

## Bekleidung
Bei der Bekleidung kann man, abhängig von den Maßen der Skulpturen, zwei Typen unterscheiden.
Sind die Figuren etwa lebensgroß, so können normale auch von lebenden Personen zu tragende (oder bereits getragene) Kleidungsstücke verwendet werden. Die Skulpturen wurden teilweise mit Textilien bekleidet, die den Heiligenfiguren von reichen Damen testamentarisch vermacht worden waren. Dieser Brauch endete aber, als klargestellt wurde, dass es unter der Würde der Gottesmutter sei, Second-Hand-Kleider zu tagen. Auch das Verkaufen der Kleider von Heiligenfiguren zum normalen Gebrauch wurde verboten. Das Zerlegen und Neuzusammenfügen der gespendeten Textilien hatte auch den Vorteil, dass die Kleidung den Besonderheiten und der Beweglichkeit der Skulptur angepasst werden konnte.
Besonders bei Skulpturen, bei deren Anfertigung nicht von der Möglichkeit textiler Bekleidung ausgegangen wurde, sind besondere Schnitte der Bekleidung notwendig. Auch eine eingeschränkte Darstellung der Figur durch ihre Bekleidung wurde in Kauf genommen.
Die Menge der Textilien, mit der eine Skulptur bekleidet wird, ist von Figur zu Figur unterschiedlich. Das schwankt zwischen einem einfachen Umhang (Mantel) oder Tuch bis zu einer Ausstattung mit Unterkleid (Saya), Kleid, Schärpe (Fajin), Schleier, Haube (Toca) und Mantel (Manto); dazu kommen in einzelnen Fällen auch Schuhe und Schmuck.
Der Wert einer dieser Kleidungskombinationen (Unterkleid, Kleid, Schleier, Mantel usw. und vernähter Schmuck) wird heute teilweise auf 30.000 € geschätzt.
Auch der Fundus der Textilien ist unterschiedlich. Während bei einigen Heiligenfiguren nur zwischen einer Alltags- und Feiertagsbekleidung gewechselt wird, steht für andere Heiligenfiguren für jeden Wechsel eine angemessene Bekleidung bereit. Selbst erfahrene Personen benötigen gegen drei Stunden, um eine Marienfigur zu bekleiden. Die Auswahl der Bekleidung richtet sich häufig nach den liturgischen Farben. Die Bekleidung ist in ihrem Stil zwar meist festgelegt, ist aber nicht unbedingt alt. Die beteiligten Bruderschaften sorgen üblicherweise für die Erneuerung der Textilien. Der Heiligenfigur der Santa María Magdalena in Xisco (Mexico) wurden seit 1898 820 Kleidungsstücke gespendet.
Wie verbreitet die Tätigkeit des Bekleidens der Heiligenfiguren ist, zeigt eine im spanischen Sprachraum verbreitete Redensart „quedarse para vestir santos“ (übergeblieben, um Heilige zu bekleiden), mit der eine weibliche Person charakterisiert wird, die in höherem Alter noch nicht verheiratet ist.

## Weitere Ausstattung der Figuren
Weitere Zusätze sind auswechselbare, echte Haare oder bei einigen Marienfiguren (María de Dolores) Schwerter oder Dolche, die das Herz durchbohren.
Viele Heiligenfiguren tragen Kronen. Die Krönung eines Marienbildes ist ein liturgischer Akt der katholischen Marienverehrung, der nach dem „Ritus servandus in coronatione imaginis Beatae Mariae Virginis“ vorgenommen wird.

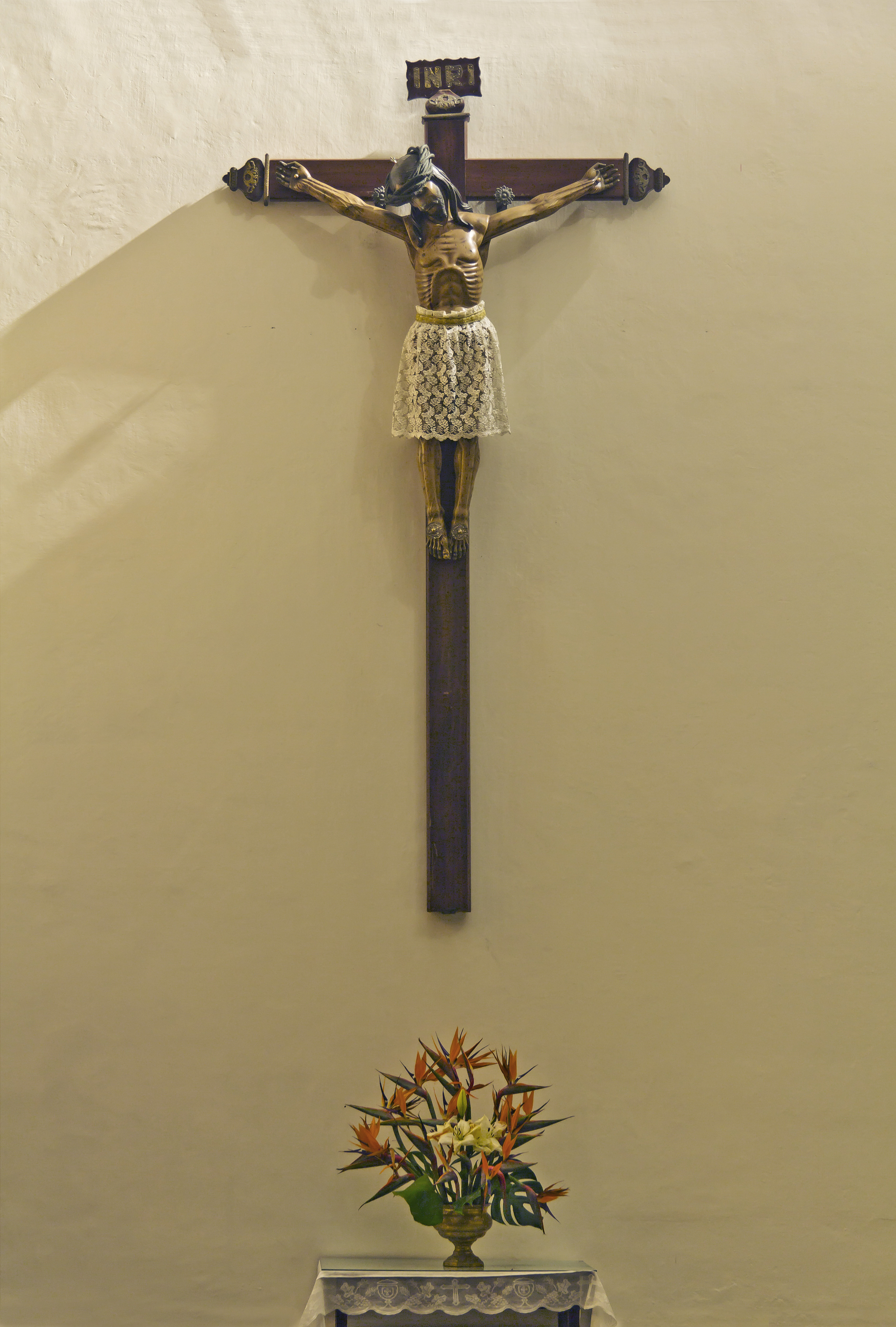
Die Skulptur Santísimo Cristo de Burgos des Bildhauers Ezequiel de León in der Kathedrale von La Laguna

## Beispiele für bekleidete Bildwerke
- Das Gnadenbild der Schwarzen Madonna im Kloster Maria Einsiedeln in der Schweiz ist eine voll ausgeführte Skulptur. Seit dem Beginn des 17. Jahrhunderts trägt die Madonna in Abhängigkeit vom liturgischen Kalender unterschiedliche Kleider.[7] Diese Marienfigur ist ein Beispiel eines bekleideten Bildwerkes im deutschsprachigen Raum.

- Die Figur der Jungfrau von Candelaria hat in der Zeit vom 16. Jahrhundert bis heute alle drei Formen der bekleideten Bildwerke durchlaufen. Während die Figur der Schutzheiligen der Kanarischen Inseln seit dem 15. Jahrhundert bis zum 7. November 1826 eine voll ausgeführte Skulptur mit einem großen Fundus textiler Bekleidung war, wurde sie nach ihrem Verschwinden durch ein „candelero“ des Bildhauers Fernando Estévez ersetzt. Der Körper der Heiligenfigur wurde 1972, ohne das dieses nach außen sichtbar wurde, von dem Bildhauer Ezequiel de León Domínguez neu geschaffen.[8]

- Bei den Kruzifixen des Typs „Cristo de Burgos“ handelt es sich um eine Reihe von Kreuzigungsdarstellungen, bei denen die Christusfiguren nicht nur mit einem um die Hüfte gewickelten Tuch bekleidet sind, sondern einen Rock tragen. (Cristo de la Faldita)[9]
- Prager Jesulein in der Kirche Maria vom Siege (Kostel Panny Marie Vítězné) im Karmelitenkloster in Prag. Die Statue ist eine etwa 45 cm große Wachsfigur aus dem 16. Jahrhundert, für die es rund 100 verschiedene Gewänder aus aller Welt gibt. Die kostspieligsten sind zwei Gewänder aus Brokat, mit Edelsteinen bestickt, die von Kaiser Ferdinand III. und von Maria Theresia gestiftet worden sind. Das Prager Jesulein besitzt mehrere Kronen, die jüngste wurde von Benedikt XVI. gestiftet.

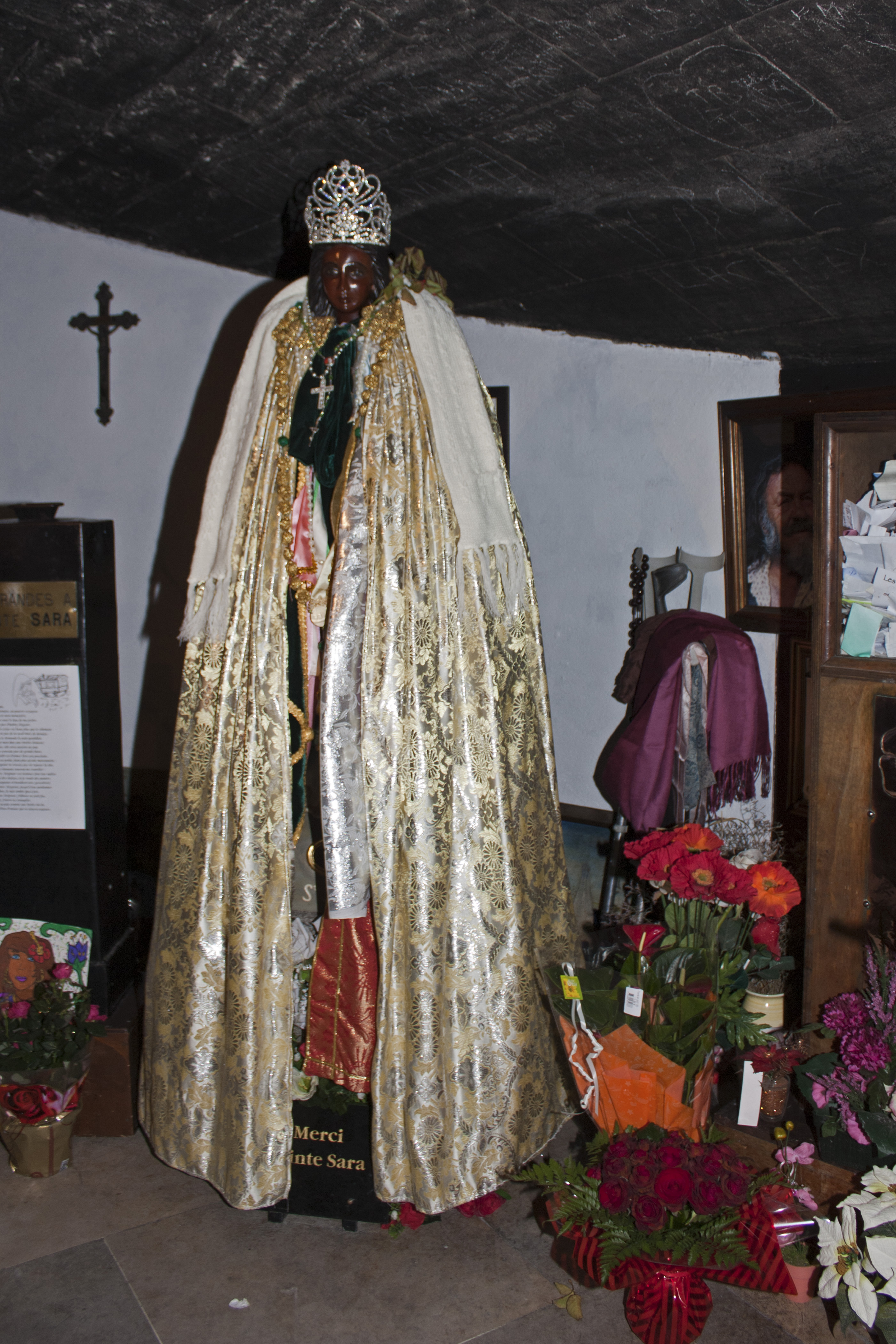
Die Hl. Sara in der Krypta der Kirche Notre-Dame-de-la-Mer in Les Saintes-Maries-de-la-Mer in Frankreich.

- Schwarze Sara in Saintes-Maries-de-la-Mer, alter Wallfahrtsort vor allem von Roma aus dem Mittelmeerraum. Sara, deren Reliquien angeblich dort aufbewahrt werden, wird vor allem von französischen und spanischen Roma verehrt.[10] Die Figur ist in dicke Schichten von farbigen Tüchern gehüllt, mit Schmuck behängt und trägt unterschiedliche Kronen.